# Еділсон
Еділсон (порт. Edilson, нар. 17 вересня 1971, Салвадор) — бразильський футболіст, що грав на позиції нападника.
Виступав за ряд бразильських клубів, у складі яких виграв низку національних трофеїв. Найкращий футболіст Бразилії (1998). У складі збірної Бразилії — чемпіон світу.

## Клубна кар'єра
Починав свою професійну кар'єру Еділсон в 1990 році в клубі «Індустріаль». У наступному році він перейшов в «Танабі», а ще через рік у «Гуарані» (Кампінас). У 1993 році він стає футболістом відомого клубу «Палмейрас». Перехід виявився вдалим для футболіста, саме в цьому клубі Еділсон розкрив свій талант бомбардира і допоміг клубу завоювати цілий ряд титулів: в 1993 і 1994 роках він з клубом двічі поспіль стає чемпіоном Бразилії, виграє чемпіонат штату Сан-Паулу і Турніру Ріо-Сан-Паулу в 1993 році.
У 1996 році він виїхав за океан, підписавши контракт з португальською «Бенфікою». Тут його кар'єра не склалася, він не зміг пробитися в основу іменитого клубу і поїхав грати в Японію в клуб «Касіва Рейсол», де зумів проявити свої бомбардирські якості, забивши за два сезони 44 голи у 54 матчах.
У 1997 році Еділсон повертається до Бразилії, де знову стає дворазовим чемпіоном Бразилії з клубом «Корінтіанс» у 1998 і 1999 роках, причому 1998 року Еділсон був визнаний найкращим футболістом Бразильської ліги, в чемпіонаті Бразилії він забив 15 м'ячів.
20 червня 1999 року у матчі-відповіді фіналу чемпіонату штату Сан-Паулу проти «Палмейраса» Еділсон спричинив масову бійку, через яку гра була перервана на 76-й хвилині. Бомбардир «Корінтіанса» Еділсон, чия команда до того моменту вигравала по сумі двох ігор з перевагою в три м'ячі, отримав пас у центрі поля і почав жонглювати м'ячем, потім підкинув його собі на голову і акуратно опустив на спину. Гравці «Палмейраса» прийшли в лють, розцінивши таку поведінку як насмішку. Спочатку лівий захисник Жуніор врізався в Еділсона, потім півзахисник Зіньйо і форвард Пауло Нуньєс почали бити його по спині. Еділсону вдалося дати здачі Пауло Нуньесу, після чого він зміг сховатися в роздягальні. Захисник «Палмейраса» Роке Жуніор спробував наздогнати Еділсона, але був перехоплений і завалений на землю представниками «Корінтіанса». Після цього у бійці взяли участь практично всі польові гравці. Далі до них приєдналися всі, хто перебував на лаві запасних, включаючи офіційних осіб. Озброєні кийками поліцейські спробували розділити воюючі сторони, а також відтіснити натовп безстрашних радіо — і телерепортерів, які намагалися брати інтерв'ю у головних діючих осіб прямо під час бійки. Все це тривало близько десяти хвилин, після чого арбітр Пауло Сезар Олівейра вирішив закінчити матч у зв'язку з «генеральною битвою». Рахунок 2:2 залишився підсумковим результатом, і з загальним рахунком 5:2 за сумою двох матчів перемогу відсвяткував «Корінтіанс».
Наступного року Еділсон з командою перемагає в першому клубному чемпіонаті світу в 2000 році. На цьому турнірі він також був визнаний найкращим футболістом.
Після цього у 2000 році він переходить у «Фламенго», за який провів лише один сезон. У «Фламенго» тоді грав цілий ряд відмінних форвардів, серед яких Денілсон, Карлос Гамарра та інші, тому Еділсон вирішив перейти в інший клуб. Два сезони напередодні чемпіонату світу 2002 року він відіграв за бразильський «Крузейру», а після першості знову вирушив за океан у відомий йому вже японський клуб «Касіва Рейсол».
2003 року повернувся на батьківщину і виступав за «Фламенго», «Віторія» (Салвадор), після чого у 2005 році грав в ОАЕ за «Аль-Айн», з яким став володарем національного кубка. 
Надалі виступав за клуб «Сан-Каетану», «Васко да Гама», «Нагоя Грампус» та «Віторія» (Салвадор).
Завершив професійну ігрову кар'єру у клубі «Баїя», за команду якого виступав протягом 2010–2010 років.

## Виступи за збірну
Не маючи у своєму активі жодного матчу у складі національної збірної Бразилії, футболіст потрапив у заявку розіграшу Кубка Америки 1993 року в Еквадорі, де 26 червня 1993 року дебютував в офіційних матчах у складі Бразилії в третьому матчі групового етапу проти збірної Парагваю (3:0). Того ж року зіграв ще в одному матчі збірної. Але його кар'єра в збірній не склалася через те, що футболіст не зміг пробитися до складу зіркового нападу збірної Бразилії. 
Лише після фіаско бразильців на чемпіонаті світу в 1998 році у Франції футболіста знову включили до збірної, але незабаром він був виведений зі складу головним тренером Вандерлеєм Лушембургу, через бійки, що відбулася у фіналі чемпіонату Сан-Паулу (його знущальне жонглювання м'ячем призвело до масової бійки гравців «Палмейраса» і «Корінтіанса») і пропустив Кубок Америки 1999 року. 
Щоправда, до збірної Еділсона повернув 2000 року новий тренер Луїс Феліпе Сколарі. Ініціаторами тієї бійки стали нові партнери Еділсона по збірній Жуніор і Роке Жуніор, а тренером в «Палмейрасі» був саме Сколарі, який заявив після тієї події, що ніколи не хотів би бачити Еділсона у складі свого клубу, а сам же Еділсон заявив, що не бажав би грати у команді, яку тренує Сколарі. Не зважаючи на це у відбірковому турнірі до чемпіонату світу 2002 року Еділсон зіграв 6 матчів і забив 2 м'ячі і допоміг команді пробитись на турнір.
Влітку Еділсон був включений в заявку на чемпіонат світу 2002 року в Японії і Південній Кореї, здобувши того року титул чемпіона світу. На турнірі з гравців неосновного складу саме Еділсону найбільше довіряв Сколарі і давав йому можливість проявити себе, випускаючи його на заміну. У розгромному матчі з Коста-Рикою (5:2) Еділсон вийшов у стартовому складі, але зовсім загубився на полі і був замінений на 57-й хвилині. У півфіналі проти турецької збірної (1:0) саме Еділсон вийшов на поле другим форвардом в допомогу Роналду замість дискваліфікованого Роналдінью. Але Еділсон не виправдав покладених на нього надій — за 170 хвилин гри на чемпіонаті світу він завдав лише один єдиний удар по воротах, та й той повз ворота.
21 серпня 2002 року Еділсон провів свій останній матч за збірну проти збірної Парагваю (0:1), після чого перестав викликатись до лав національної команди. Всього протягом кар'єри у національній команді провів у формі головної команди країни лише 21 матч, забивши 6 голів.

## Статистика
| Чемпіонат  | Чемпіонат            | Чемпіонат   | Ліга | Ліга |
| Сезон      | Клуб                 | Ліга        | Ігри | Голи |
| Бразилія   | Бразилія             | Бразилія    | Ліга | Ліга |
| ---------- | -------------------- | ----------- | ---- | ---- |
| 1992       | «Гуарані» (Кампінас) | Серія А     | 0    | 0    |
| 1993       | «Палмейрас»          | Серія А     | 20   | 8    |
| 1994       | «Палмейрас»          | Серія А     | 0    | 0    |
| Португалія | Португалія           | Португалія  | Ліга | Ліга |
| 1994/95    | «Бенфіка»            | Прімейра    | 22   | 7    |
| Бразилія   | Бразилія             | Бразилія    | Ліга | Ліга |
| 1995       | «Палмейрас»          | Серія А     | 21   | 10   |
| Японія     | Японія               | Японія      | Ліга | Ліга |
| 1996       | «Касіва Рейсол»      | Джей-Ліга 1 | 29   | 21   |
| 1997       | «Касіва Рейсол»      | Джей-Ліга 1 | 25   | 23   |
| Бразилія   | Бразилія             | Бразилія    | Ліга | Ліга |
| 1997       | «Корінтіанс»         | Серія А     | 9    | 1    |
| 1998       | «Корінтіанс»         | Серія А     | 28   | 15   |
| 1999       | «Корінтіанс»         | Серія А     | 20   | 4    |
| 2000       | «Фламенго»           | Серія А     | 16   | 2    |
| 2001       | «Фламенго»           | Серія А     | 17   | 3    |
| 2002       | «Крузейру»           | Серія А     | 0    | 0    |
| Японія     | Японія               | Японія      | Ліга | Ліга |
| 2002       | «Касіва Рейсол»      | Джей-Ліга 1 | 16   | 7    |
| 2003       | «Касіва Рейсол»      | Джей-Ліга 1 | 0    | 0    |
| Бразилія   | Бразилія             | Бразилія    | Ліга | Ліга |
| 2003       | «Фламенго»           | Серія А     | 27   | 13   |
| 2004       | «Віторія» (Салвадор) | Серія А     | 35   | 19   |
| ОАЕ        | ОАЕ                  | ОАЕ         | Ліга | Ліга |
| 2004/05    | «Аль-Айн»            | Ліга ОАЕ    | 20   | 22   |
| Бразилія   | Бразилія             | Бразилія    | Ліга | Ліга |
| 2005       | «Сан-Каетану»        | Серія А     | 27   | 7    |
| 2006       | «Васко да Гама»      | Серія А     | 10   | 0    |
| 2007       | «Віторія» (Салвадор) | Серія Б     | 9    | 1    |
| Країна     | Бразилія             | Бразилія    | 239  | 83   |
| Країна     | Португалія           | Португалія  | 22   | 7    |
| Країна     | Японія               | Японія      | 70   | 51   |
| Країна     | ОАЕ                  | ОАЕ         | 20   | 22   |
| Всього     | Всього               | Всього      | 351  | 163  |

| Збірна Бразилії | Збірна Бразилії | Збірна Бразилії |
| Роки            | Ігри            | Голи            |
| --------------- | --------------- | --------------- |
| 1993            | 2               | 0               |
| 1994            | 0               | 0               |
| 1995            | 0               | 0               |
| 1996            | 0               | 0               |
| 1997            | 0               | 0               |
| 1998            | 0               | 0               |
| 1999            | 0               | 0               |
| 2000            | 2               | 0               |
| 2001            | 7               | 4               |
| 2002            | 10              | 2               |
| Загалом         | 21              | 6               |

## Титули і досягнення
| - Чемпіон світу (1): Бразилія: 2002 - Клубний чемпіон світу (1): «Корінтіанс»: 2000 - Чемпіон Бразилії (4): «Палмейрас»: 1993, 1994 «Корінтіанс»: 1998, 1999 - Володар Кубка ОАЕ (1): «Аль-Айн»: 2005 - Володар Кубка чемпіонів Бразилії (1): «Фламенго»: 2001 - Володар Кубка Сул-Мінас (1): «Крузейру»: 2002 - Переможець Турніру Ріо-Сан-Паулу (1): «Фламенго»: 1993 - Переможець Ліги Пауліста (3): «Палмейрас»: 1993, 1994 «Корінтіанс»: 1999 - Переможець Ліги Каріока (1): «Фламенго»: 2001 - Переможець Ліги Баїяно (1): «Віторія» (Салвадор): 2004 | - Найкращий футболіст Бразилії: 1998 - Найкращий футболіст Клубного чемпіонату світу: 2000 - Найкращий бомбардир Ліги Каріока: 2001 (12 голів) |